# Смертельна помилка (фільм)
«Смертельна помилка» — німецький художній фільм-вестерн, знятий в 1969 році режисером Конрадом Петцольдом.

## Сюжет
США, кінець XIX століття. Неподалік від Скелястих гір, на землі, що належить індіанським племенам шошонів, які живуть в резервації, знайшли нафту. Темні ділки, не маючи дозволу від уряду, почали викачувати «чорне золото», збільшуючи свої доходи. Індіанці сподіваються, що їм теж дещо перепаде, вожді племен стають акціонерами. Але вони помиляються. І ось вже вбиті п'ять з племінних вождів.
Юний вождь Брита Голова закликає на допомогу свого брата-метиса Кріса. Кріс обіймає посаду помічника шерифа і намагається викрити вбивць та махінації компанії. Крім того, в резервацію ось-ось має прибути слідча комісія, яку запросив інженер, який хоче самостійно вести свою справу. Глава компанії Еллісон захищається будь-якими засобами, плете інтриги та врешті-решт організовує підпал табору нафтовиків. Вину за пожежу він покладає на індіанців, щоб переконати комісію, що скарга «червоношкірих» — спроба відімстити йому. Індіанці не можуть відстояти свої права, і Кріс, як і багато інших, заплатить життям за свою спробу відновити справедливість.

## У ролях
- Армін Мюллер-Шталь — Кріс Говард
- Гойко Мітіч — Чорний Барс
- Гоппе Рольф — Майк Еллісон
- Аннекатрін Бюргер — Каролін
- Кристина Міколаєвська — Джессі
- Каті Буш — Білий Лист
- Ганньо Гассе — Лі Гарретт
- Ганс Клерінг — Мітч Чендлер